# Mathías Cardaccio
Mathías Cardaccio, vollständiger Name Mathías Adolfo Cardaccio Alaguich, (* 2. Oktober 1987 in Montevideo, Uruguay) ist ein uruguayisch-italienischer ehemaliger Fußballspieler.

## Karriere

### Verein
Mathías Cardaccio, der teils auch in der Schreibweise Cardacio geführt wird, ist der Neffe von Alberto Cardaccio. Er begann 2006 seine Karriere in der heimischen uruguayischen Liga und spielte beim Profiklub Nacional Montevideo. Dort sind für ihn in der Clausura 2007 sieben Einsätze und in der Clausura 2008 zwölf bestrittene Partien jeweils in der Primera División belegt. Auch acht Spiele (ein Tor) mit seiner Beteiligung sind im Rahmen der Copa Libertadores verzeichnet. Auch durch seine starken Auftritte in der U-20-Nationalmannschaft Uruguays waren unter anderem noch die Boca Juniors, der FC Villarreal, Atlético Madrid, Juventus Turin und Lazio Rom an seiner Verpflichtung interessiert. Cardaccio gab sein Ligadebüt für Milan am 26. April 2009, als er für David Beckham in der 79. Spielminute eingewechselt wurde. Milan gewann 3:0 gegen die US Palermo. Ende August 2009 wurde bekannt, dass der Vertrag des Uruguayer von der AC Mailand aufgelöst wurde. Er kehrte zum Defensor Sporting in seine Heimat zurück. Im Januar 2010 wechselte er für ein Jahr auf Leihbasis zu CA Banfield nach Argentinien. Die Argentinier sicherten sich dabei gegenüber Defensor eine Kaufoption. Dort sind 13 Erstligaeinsätze für ihn verzeichnet. Im Sommer 2010 schloss er sich dem mexikanischen Klub CF Atlante an und erzielte einen Treffer in 19 absolvierten Begegnungen der mexikanischen Primera División. In der Folgezeit spielte er für die griechischen Vereine Olympiakos Volos und Asteras Tripolis (sieben Spiele, kein Tor) sowie den brasilianischen Club Londrina (vier Spiele, ein Tor). Im Februar 2013 schloss er sich dem chilenischen Verein Colo-Colo an. Dort absolvierte er für die Zweite Mannschaft der Chilenen fünf Einsätze in der Segunda División und erzielte zwei Treffer, während er in der Primera División bis zum 9. Juni 2013 noch nicht zum Zuge kam. Nach der Spielzeit verließ er den Klub. Im August 2013 schloss er sich dann für zwei Jahre Defensor Sporting an. In der Spielzeit 2013/14 bestritt er zehn Spiele in der Primera División (kein Tor) und lief in der Copa Libertadores 2014, bei der sein Verein bis ins Halbfinale vorstieß, in zehn Begegnungen (kein Tor) auf. In der Saison 2014/15, in der er nach monatelanger Verletzungspause erst im Januar 2015 in den Trainings- und Spielbetrieb zurückkehrte, wurde er 13-mal (ein Tor) in der höchsten uruguayischen Spielklasse eingesetzt. Es folgten acht weitere Erstligaeinsätze (kein Tor) in der Apertura 2015 und sechs absolvierte Partien (kein Tor) in der Copa Sudamericana 2015. Am Jahresende wechselte er sodann nach Mexiko zu Dorados de Sinaloa. Dort wurde er in 13 Ligaspielen (kein Tor) und viermal (kein Tor) in der Copa México eingesetzt. Im Januar 2017 kehrte er zu Defensor Sporting zurück. Für die Saison 2019 spielte er wieder für Nacional Montevideo und 2020 zum vierten Mal zu Defensor.

### Nationalmannschaft
Cardaccio nahm mit der U-20 Uruguays sowohl an der U-20-Südamerikameisterschaft 2007 in Paraguay als auch an der U-20-Fußball-Weltmeisterschaft 2007 teil. Mit dem Team stieß er beu der WM 2007 bis ins Achtelfinale vor, wo man an den USA scheiterte. Er absolvierte zudem sein bislang einziges A-Länderspiel für die A-Nationalmannschaft Uruguays, als er im Freundschaftsspiel gegen die französische Auswahl am 19. November 2008 in der 71. Spielminute für Álvaro Pereira eingewechselt wurde.